# العدانة (حزم العدين)

تعديل مصدري - تعديل

العدانة محلة تابعة لقرية الاسور، التابعة لعزلة بني وائل بمديرية حزم العدين إحدى مديريات محافظة إب في الجمهورية اليمنية، بلغ تعداد سكانها 49 حسب تعداد اليمن لعام 2004.